# متیو سالامند
متیو سالامند (انگلیسی: Mathieu Salamand؛ زادهٔ ۱۷ آوریل ۱۹۹۱) بازیکن فوتبال اهل فرانسه است.
از باشگاه‌هایی که در آن بازی کرده‌است می‌توان به باشگاه فوتبال تون اشاره کرد.